# Samtidshistoriska institutet
Samtidshistoriska institutet, SHI, är ett mångvetenskapligt forskningsinstitut vid Institutionen för historia och samtidsstudier, Södertörns högskola där forskare med bakgrund i olika discipliner arbetar med forskning som på olika sätt rör pågående politisk historia. SHI grundades 1999 och har en omfattande offentlig seminarieverksamhet med öppna seminarier och vittnesseminarier. Institutet arrangerar också  konferenser och workshops i anslutning till den pågående forskningen. Några aktuella forskningsområden är demokratins utveckling i Sverige och Finland, internationell humanitär hjälpverksamhet, kärnkraftsavveckling, förintelsen, samt identitet och historia i Östersjöområdet. All forskning vid Samtidshistoriska institutet är externfinansierad.
SHI samverkar med det omgivande samhället på olika sätt. Att fördjupa allmänhetens intresse för medborgerliga frågor och den politiska utvecklingen har varit en ambition för SHI sedan institutet grundades. Samverkan kring publikationer, dokumentation, kunskapsförmedling och forskning sker för närvarande genom institutet och enskilda forskare med ett stort antal externa aktörer som bland andra: ABF, Arbetarrörelsens arkiv och bibliotek, Armémuseum, Finlandsinstitutet, Italienska Kulturinstitutet, Limmud, LO, Nordiska museet, OECD/NEA, Primo Levi-centret i Turin, Riksantikvarieämbetet, Riksdagens Arkiv, Riksteatern, Sigtunastiftelsen, Sveriges Jiddischförbund, Svenska industriminnesföreningen (SIM), Svensk Kärnbränslehantering AB, Teater Tribunalen och Tyresö kommun.
SHI:s föreståndare är prof Ylva Waldemarson.